# Apodecte
Les apodectes sont des magistrats financiers de la démocratie athénienne pendant l'Antiquité. Ils sont tirés au sort parmi les citoyens siégeant à l'Ecclésia.
Créés par Clisthène, leur rôle est équivalent à celui des colacrètes qu'ils remplacent. En effet, les 10 apodectes ont pour rôle de redistribuer les fonds publics prélevés grâce aux impôts et à l'exercice de la justice.
Une réforme de Périclès ajoute à leur rôle celui de payer le triobole, c'est-à-dire trois oboles qui sont versées aux juges en tant qu'honoraires.